# Saints-en-Puisaye
Saints-en-Puisaye ist eine französische Gemeinde mit 546 Einwohnern (Stand 1. Januar 2022) im Département Yonne in der Region Bourgogne-Franche-Comté (vor 2016 Bourgogne); sie gehört zum Arrondissement Auxerre und zum Kanton Vincelles (bis 2015 Saint-Sauveur-en-Puisaye). Die Einwohner werden Saintons genannt.

## Geographie
Saints-en-Puisaye liegt etwa 31 Kilometer südwestlich von Auxerre am Oberlauf des Flusses Branlin. Umgeben wird Saints-en-Puisaye von den Nachbargemeinden Fontaines im Norden und Nordwesten, Fontenoy im Norden und Osten, Lain im Osten, Thury im Süden und Südosten, Treigny-Perreuse-Sainte-Colombe mit Sainte-Colombe-sur-Loing im Süden und Südwesten, Moutiers-en-Puisaye im Westen und Südwesten sowie Saint-Sauveur-en-Puisaye im Westen.

## Bevölkerungsentwicklung
| Jahr                      | 1962 | 1968 | 1975 | 1982 | 1990 | 1999 | 2006 | 2013 |
| Einwohner                 | 807  | 805  | 632  | 585  | 549  | 570  | 589  | 597  |
| Quelle: Cassini und INSEE |      |      |      |      |      |      |      |      |

## Sehenswürdigkeiten
- Kirche Saint-Prix, seit 1983 Monument historique
- Mühle von Le Vanneau

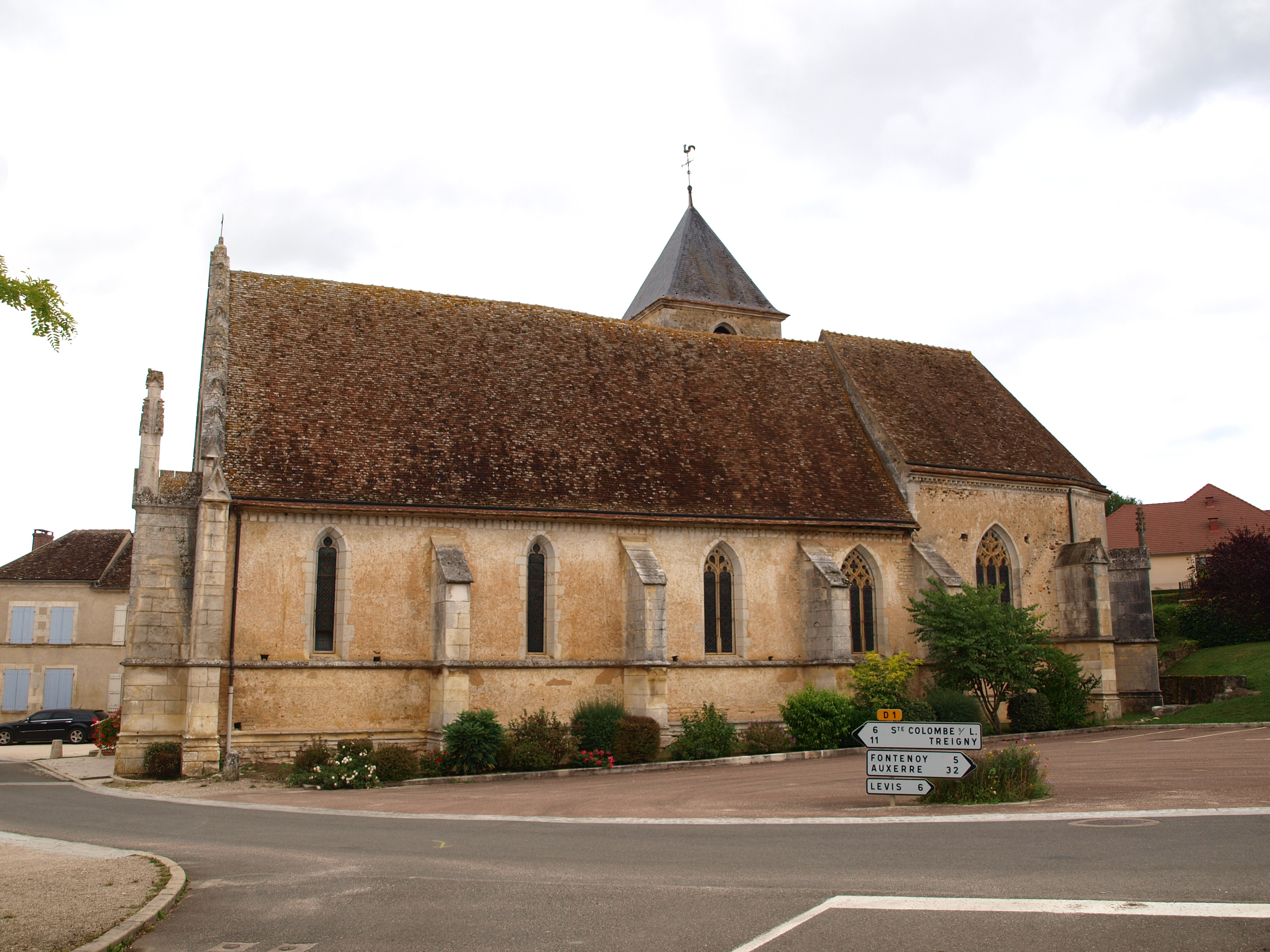
Kirche Saint-Prix
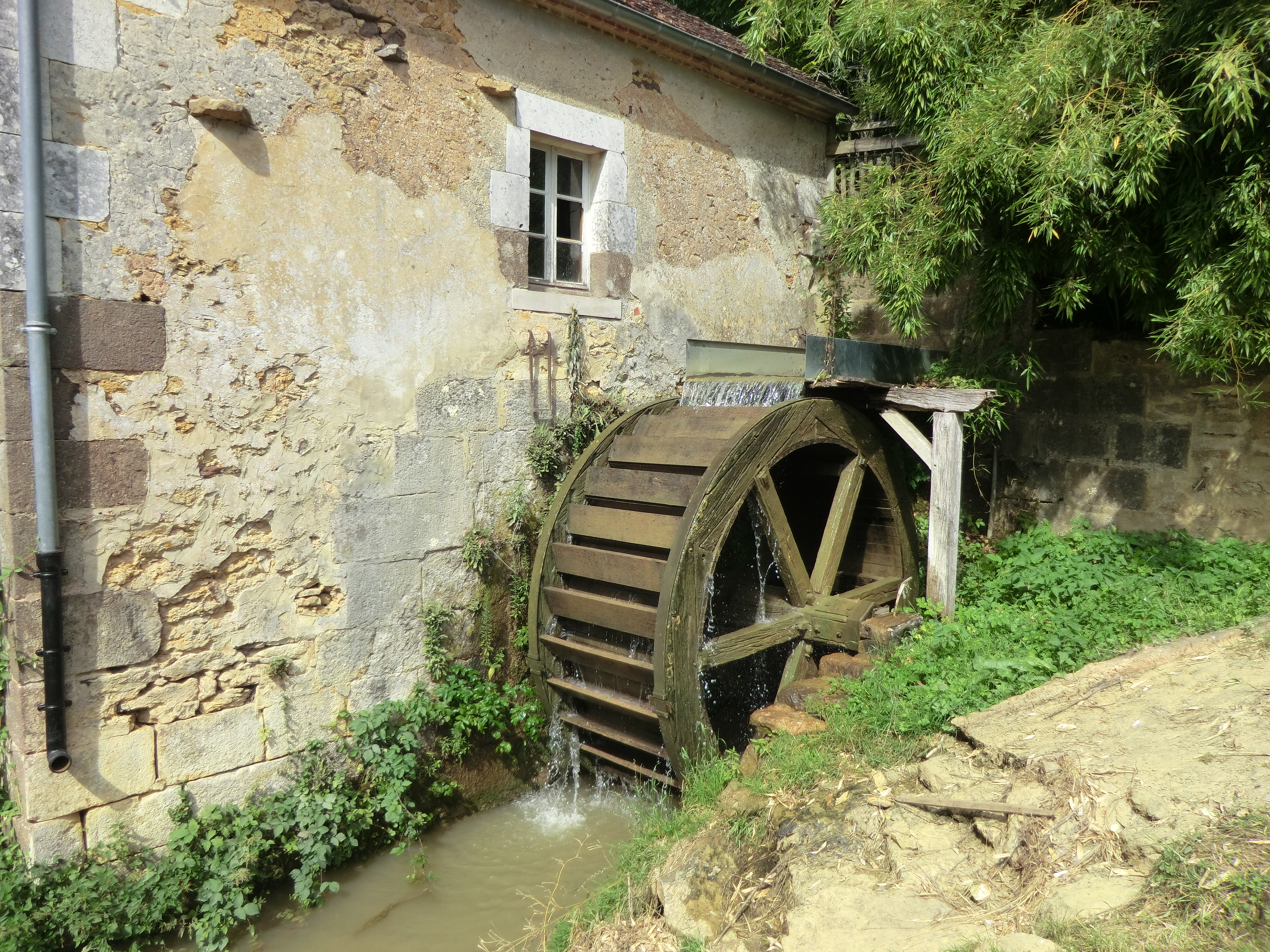
Wassermühle von Le Vanneau